# Skipness Castle
Skipness Castle er en middelalderborg, der står på østsiden af Kintyre-halvøen i Argyll and Bute, Skotland, nær landsbyen Skipness. Sammen med det nærliggende Kilbrannan Chapel er den et scheduled ancient monument.

## Historie
Størstedelen af borgen blev opført i begyndelsen af 1200-tallet af Clan MacSween. Der blev tilføjet yderligere forsvarsværker i 1200-, 1300-, 1500-tallet.
Borgen havde en garnison af kongelige tropper i 1494 under kong James 4. af Skotlands undertrykkelse af Isles. James 4. udnævnte Duncan Forestar som borgherre. Archibald Campbell, 2. jarl af Argyll videregav Skipness til sin yngste søn, Archibald Campbell, i 1511.
Under krigen i de tre kongeriger i 1646 blev borgen belejret af tropper under Alasdair Mac Colla kommando. Under belejringen blev Alasdairss bror, Gilleasbuig Mac Colla, dræbt i august 1646. Borgen blev forladt i 1600-tallet, og den står i dag som en ruin.

## Spøgelse
Efter sigende skulle The Green Lady of Skipness Castle hjemsøge slottet.